# Unité d'habitation
L'unité d'habitation est le nom donné à un principe moderne de bâtiments d'habitation conçu par Le Corbusier, architecte franco-suisse (en collaboration avec le peintre et architecte portugais Nadir Afonso) qui a servi de modèle à plusieurs cités désignées par ce nom. La première de ces unités est celle de Marseille construite entre 1945 et 1952, connue aussi sous le nom de « Cité radieuse ». Elle est devenue un grand classique architectural et on la considère souvent comme le bâtiment qui a inspiré par la suite le style et la pensée brutaliste.
L'unité d'habitation est conçue sur le principe du Modulor, système de mesures lié à la morphologie humaine basé sur le nombre d'or et la suite de Fibonacci.

## Marseille

Module de deux appartements « type » sur trois étages.

Le bâtiment marseillais comprend 337 appartements de 23 types différents séparés par des « rues intérieures » (l'appartement « type » est en duplex), le tout posé sur pilotis. Le bâtiment renferme aussi des boutiques, des équipements sportifs, médicaux et scolaires, ainsi qu’un hôtel de 21 chambres. Le toit est conçu comme une terrasse commune avec des bouches d’air sculpturales, une école maternelle, un gymnase, une piste d'athlétisme, un petit bassin pour enfants et un auditorium en plein air.
À l’intérieur, des couloirs centraux desservent les appartements tous les trois étages. Ces couloirs, très larges, s'étirent d’un bout à l’autre du bâtiment avec un balcon aux extrémités. Dans ses brouillons, l’architecte rapprocha ses études avec les premières maisons communales soviétiques comme la cité du Narkomfin. À la grande différence des nombreuses cités « cages-à-lapins » que l’unité d’habitation inspirera, mais sans les proportions généreuses, les équipements en commun et l’implantation en harmonie avec son site, les unités d’habitation eurent du succès auprès de leurs résidents et sont, pour certaines d'entre elles, largement occupées aujourd'hui par des classes aisées.

## Autres bâtiments et influence
L'unité d'habitation de Le Corbusier a été répétée pour seulement quatre autres bâtiments avec le même nom et une presque parfaite similitude dans les plans. Les autres unités furent construites à Rezé en 1955, Berlin en 1957, Briey en 1963 et Firminy en 1965.
Les unités furent construites en béton brut parce que la construction métallique, retenue à l'origine, s'avéra trop onéreuse en cette période de pénurie d'après-guerre. Ce matériau de remplacement influencera l'architecture brutaliste, et les unités inspirèrent de nombreux complexes immobiliers, dont notamment l'Alton Estate (en) de Roehampton à Londres, ainsi que le Park Hill à Sheffield. Ces bâtiments ont suscité de nombreuses critiques. D'autres furent plus heureux, comme le Barbican Estate de Chamberlin, Powell & Bon (terminé en 1982) et la Trellick Tower d'Ernő Goldfinger (terminé en 1972), tous deux à Londres.
L’oeuvre de Georges Candilis reste attachée à l’idée de loger le plus grand nombre. Son urbanisme propose des solutions à l’épineux problème de l’insertion du neuf dans le tissu historique, sont œuvres est inspiré de Corbusier.